# Perigonia interrupta
Perigonia interrupta är en fjärilsart som beskrevs av Walker 1864. Perigonia interrupta ingår i släktet Perigonia och familjen svärmare. Inga underarter finns listade i Catalogue of Life.